# ジェームス・ホランド
ジェームス・ロバート・ホランド（James Robert Holland 、1989年5月15日 - ）は、オーストラリア・ニューサウスウェールズ州ニューカッスル出身のプロサッカー選手。オーストラリア代表。FKアウストリア・ウィーン所属。ポジションは、ミッドフィールダー。

## 経歴
各年代でオーストラリア代表に選出されており、2009 FIFA U-20ワールドカップではキャプテンを務めた。2008年5月のシンガポール戦でA代表デビュー。

## 代表歴

### 出場大会
- オーストラリア代表
  - 2014 FIFAワールドカップ

### 試合数
- 国際Aマッチ 17試合 0得点（2008年-2021年）[2]

| オーストラリア代表 | 国際Aマッチ | 国際Aマッチ |
| 年                 | 出場        | 得点        |
| ------------------ | ----------- | ----------- |
| 2008               | 3           | 0           |
| 2009               | 1           | 0           |
| 2010               | 1           | 0           |
| 2011               | 0           | 0           |
| 2012               | 3           | 0           |
| 2013               | 4           | 0           |
| 2014               | 3           | 0           |
| 2015               | 0           | 0           |
| 2016               | 0           | 0           |
| 2017               | 0           | 0           |
| 2018               | 0           | 0           |
| 2019               | 0           | 0           |
| 2020               | 0           | 0           |
| 2021               | 2           | 0           |
| 通算               | 17          | 0           |

## タイトル

### クラブ
ニューカッスル・ジェッツ
- Aリーグチャンピオンシップ: 2007-08

アウストリア・ウィーン
- ブンデスリーガ: 2012-13

### 代表
- AFF U-19ユース選手権: 2010